# ميخائيل بلفور
ميخائيل بلفور (بالإنجليزية: Michael Balfour)‏ هو ممثل بريطاني (وحمل سابقاً جنسية المملكة المتحدة لبريطانيا العظمى وأيرلندا)، ولد في 11 فبراير 1918 في المملكة المتحدة، وتوفي في 24 أكتوبر 1997 بسري في المملكة المتحدة بسبب سرطان.

## أعمال

### أفلام
- (1952) مولان روج
- (1966) فهرنهايت 451[4]
- (1989) باتمان[5][6][7]

## وصلات خارجية
- ميخائيل بلفور على موقع IMDb (الإنجليزية)
- ميخائيل بلفور على موقع ألو سيني (الفرنسية)
- ميخائيل بلفور على موقع أول موفي (الإنجليزية)
- ميخائيل بلفور على موقع قاعدة بيانات الأفلام السويدية (السويدية)
- ميخائيل بلفور على موقع قاعدة بيانات الفيلم (الإنجليزية)
- ميخائيل بلفور على موقع كينوبويسك (الروسية)